# Kike Boned
Enrique Boned Guillot, (Valencia, España, 4 de mayo de 1978) conocido como Kike o Kike Boned, es un exjugador español de fútbol sala, nombrado «Mejor Jugador del Mundo» en los Futsal Awards de 2009. Ocupó la demarcación de cierre. Empezó su carrera en el equipo de su colegio, el Santo Tomás de Villanueva (o Agustinos) donde comenzó a despuntar. Jugó en el Valencia Vijusa (1995-1998 y 2000-2001), CLM Talavera (1998-2000), pero donde realmente destacó fue en ElPozo Murcia de la Primera División de Fútbol Sala, siendo reconocido como uno de los mejores jugadores de la historia del fútbol sala.
Fue internacional absoluto con la selección española, de la que fue capitán y con la que se proclamó cinco veces campeón de Europa y dos veces campeón del mundo en 2000 y 2004, acumulando un total de 180 partidos. El 20 de mayo de 2014, en una rueda de prensa, anunció su retirada al final de esa temporada. El escritor murciano Manuel Tallón publicó una biografía deportiva de Kike Boned, titulada Kike Boned, el ídolo inteligente. Actualmente es director del Olimpic Club de Murcia, club deportivo y de ocio a la vez que es embajador de la Primera División de Fútbol Sala.

## Palmarés

### Selección española
- 2 Campeonatos del Mundo: (2000, 2004)
- 2 Subcampeonatos del Mundo: (2008, 2012)
- 5 Campeonatos de Europa: (2001, 2005, 2007, 2010, 2012)
- 1 Torneo FIFA Singapur (2001)
- 1 Torneo IV Naciones (1999)

### Club
- 4 Ligas (05/06, 06/07, 08/09, 09/10)
- 3 Copas de España (2003, 2008, 2010)
- 3 Supercopas de España (2006, 2010, 2012)
- 1 Copa Ibérica (2007)
- 1 Recopa de Europa (2003)

### Individual
- Futsal Awards Mejor Jugador del Mundo: 2009
- Balón de Plata de la Copa del Mundo: 2012
- Mejor Jugador LNFS (01/02, 05/06, 06/07)
- Mejor Cierre LNFS (00/01, 01/02, 05/06, 06/07, 08/09, 09/10)

## Condecoraciones
| Distinción                                       | Año  |
| ------------------------------------------------ | ---- |
| Medalla de Oro - Real Orden del Mérito Deportivo | 2013 |